# Глазово (Шосткинский район)
Глазово (укр. Глазове) — село,
Глазовский сельский совет,
Шосткинский район,
Сумская область,
Украина.
Код КОАТУУ — 5925381201. Население по переписи 2001 года составляло 519 человек.
Является административным центром Глазовского сельского совета, в который не входят другие населённые пункты.

## Географическое положение
Село Глазовое находится на левом берегу реки Бычиха,
выше по течению на расстоянии в 6 км расположено село Дибровка,
ниже по течению на расстоянии в 2,5 км расположено село Кривоносовка (Середино-Будский район).

## История
- Село Глазовое известно с 1620[3] года.

## Экономика
- Молочно-товарная и свино-товарная фермы.
- «Глазовская», ООО.